# 212 (число)
212 (Дві́сті двана́дцять) — натуральне число між 211 та 213. Двісті дванадцять — число паліндром.

## У математиці
- {\displaystyle 212=2^{2}\times 53}
- власні дільники числа 1, 2, 4, 53, 106, 212
- Сума функцій Ейлера від перших 26-и натуральних чисел[1]

{\displaystyle 212=\varphi (1)+\varphi (2)+\varphi (3)+...+\varphi (24)+\varphi (25)+\varphi (26),}
де {\displaystyle \varphi (n)} — Функція Ейлера.
- Число Цукермана, тобто ділиться на Добуток складових його чисел:

{\displaystyle 2\times 1\times 2=4\longrightarrow 212\div 4=53}

## Дата
- 212 рік;
- 212 до н. е.
- 212-й день кожного невисокосного року — 31 липня
- 212-й день кожного високосного року — 30 липня

## Знаки

212-й простий ієрогліф «Дракон»

- 212-ий за рахунком ієрогліфічний ключ, або простий китайський ієрогліф, що означає Дракон.
- В Юнікоді 00D4  16  — код для символу «O» (латинська заголовна O з циркумфлексом).

## Наука і техніка
- 212- Точка кипіння води у системі Фаренгейта при нормальному тиску
- NGC 212 — галактика в сузір'ї Фенікс.
- 212 Медея — великий астероїд у поясі астероїдів, що був відкритий Іоганом Палізо 6 лютого 1880 року.
- Шарплесс 212 — зоряне скупчення[2][3]

## Дороги

Щит шосе 212 Міннесота

### Залізничні шляхи
- 212 — Залізнична гілка[cs] в Чехії

### Автомобільні шляхи
- А-212 — автомобільна дорога «Псков — Ізборськ до кордону з Естонією (на Ригу)», входить до складу інших федеральних доріг Росії.
- 212- номер шосе[en] федерального значення, що перетинає штат Міннесота, США із заходу на схід.
- 212- номер шосе[en] місцевого значення в штаті Нью-Йорк, США . Проходить

через знамените містечко Вудсток, місце проведення однойменного фестивалю
- 212- (India) федеральне шосе[en] у штаті Керала на півдні Індії, вздовж [[Малабарский

берег|Малабарського берега]].
- 212- шосе місцевого значення[en] у приморській провінції Нова Шотландія на сході

Канади
- 212- (Japan) шосе федерального значення[en] на японському острові Кюсю.
- Року 212 — китайська федеральна траса Ланьчжоу — Чунцин.

## Законодавство

### США
- § 212 — розділ[en] Податкового кодексу США, що визначає порядок [[Податкове

відрахування|відрахування]] за федеральним прибутковим податком (витрати на інвестиційну діяльність).

### Росія
- 212- Стаття Податкового кодексу РФ про особливості визначення податкової бази при отриманні доходів у вигляді матеріальної вигоди
- 212- Стаття Цивільного кодексу РФ визначає суб'єкти права власності
- 212- Стаття Митного кодексу РФ про застосування мит та податків
- 212- Стаття Трудового кодексу РФ про обов'язки роботодавця щодо забезпечення безпечних умов і охорони праці
- 212- Стаття Кримінального кодексу РФ, що встановлює відповідальність за масові заворушення

## Військові підрозділи

### Росія
- 212-та стрілецька дивізія Радянської Армії під час Другої Світової війни
- 212-й Бахчисарайський піхотний полк резервний Російської Імператорської армії (до 1910)
- 212-й Романовський полк Російської Імператороской армії (1914–1918)
- 212-й гвардійський стрілецький полк 75-ї гвардійської стрілецької дивізії Радянської Армії
- 212-й авіаційний полк Радянської Армії

### Німеччина
- 212-Й полк 79-ї піхотної дивізії Вермахту
- 212-та піхотна дивізія Вермахту

## Інше

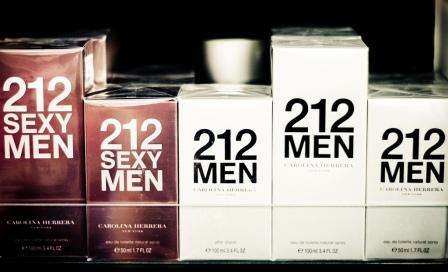
Вітрина магазинчика на Канарських островах з вицвілими упаковками туалетної води
«212 SEXY MAN»

### Телефонні коди
- 212 — телефонний код[en] району Манхеттен міста Нью-Йорк. Часто використовується при маркуванні окремих товарів, одягу і

сувенірів як знак Нью-Йорку.
- 212 — Міжнародний телефоний код держави Марокко

### Марки техніки
- Підводні човни проекту 212 — серія німецьких підводних човнів, що були збудовані у 1995–2005 роках.
- 212 — Марка знаменитого вертольота Bell 212
- 212 — Марка автомобіля Ferrari 1951 року випуску
- 212 — Модифікація Аеробуса А320 1990 року випуску. один з машин цієї модифікації зазнала [[Список авіаційних аварій та катастроф у

2000 році|катастрофу]] 23 серпня 2000 року.
- CASA C-212 Aviocar — військово-транспортний літак, розроблений іспанською фірмою EADS CASA.
- Космос-212 — безпілотний космічний корабель типу Союз, що був запущений на орбіту 14 квітня 1968

року.
- 212- Друга модель літака, предназанченная для повітряного старту, яка була розроблена Корольовим у

1939 році. Проект не здійснений.
- Mercedes-Benz W212 — модель автомобіля Мерседес Е-класу випуску 2009 року.[6]

### Власні імена
- Клуб 212 [Архівовано 21 липня 2011 у Wayback Machine.] — інтерактивний освітній клуб (США)
- «212» — Марка туалетної води Carolina Herrera
- «The Boston (212) Cafe» — старе кафе на Медісон-авеню у Нью-Йорку[7][8].

### Кіно і ТБ
- Короткометражний агітаційний фільм «212 градусів»[9]

### Події 212
- Останній вихід на зв'язок з боку екіпажу літака, що розбився під Сочі 3 травня 2006 літака А320-211 авіакомпанії Армавіа був у 2.12 хвилин

за місцевим часом. В авіакатастрофі загинули 113 людей
- 11 вересня 1974 року зазнав аварії літак McDonnell Douglas DC-9, авіакоманії Eastern Air Lines (США), що виконував

рейс № 212 з Чарльстона у Шарлот.
Загинуло 72 з 82 людей, що знаходилися на борту.

## Значення
- Найближчі до нас скупчення галактик розташовані у сузір'ї Пегаса та Риб на відстані 212 млн

світлових років від Землі
- 212 кілометр ів діаметр астероїда Аврора[13]
- Білдінг Georgia-Pacific Tower[en] в Атланті (Джоржда) має висоту 212 метрів.